# 地仗
地仗是一种中国传统土木工程技法，即在木质结构上覆盖一种衬底，以防腐防潮。为美观其上通常做油饰彩绘。这种做法大约成型于明代，据说由唐、宋建筑油饰彩绘工程的衬地逐渐发展演变而来。所用涂料以及干燥后的涂层也称地仗，以发酵的动物血液、桐油、面粉、砖灰等混合而成。使用时在木构造表面分层刮涂，其中为防止涂层龟裂剥离和增强地仗的拉力，刮涂过程中通常还通过披覆麻布的方式来进行加固。大型建筑对地仗工程有着严格的要求，如北京故宫的地仗即有“二麻六灰”一说。